# Dálnice A28 (Německo)
Dálnice A28, německy Bundesautobahn 28 – je dálnice v severozápadním Německu. Spojuje města Leer a Brémy. V Brémách se dálnice napojuje na dálnici A1.  Významná města na trase dálnice jsou Delmenhorst, Oldenburg, Bad Zwischenahn Westerstede. Dálnice byla dokončena v roce 2009. Dálnice je vystavěna na trase původní federální dálnice.